# 三成美保
三成 美保（みつなり みほ、1956年12月21日 - ）は、日本の法学者、社会学者、フェミニスト。専門分野は法制史で、ドイツや日本におけるジェンダー法学やジェンダー史を研究してきた。追手門学院大学教授（2022年-）、日本ジェンダー学会副理事長（2016年-）。奈良女子大学副学長、日本学術会議副会長、ジェンダー法学会理事長、比較家族史学会理事などを歴任した。LGBT、ジェンダー関連の研究書を多数執筆、または編纂している。セクシュアル・マイノリティーの権利保証のためにジェンダーやセクシュアリティに関する問題提議を行ってきた。

## 経歴
香川県出身。1979年3月、大阪大学文学部史学科卒業。1982年3月、同大学院文学研究科博士前期課程修了。1985年3月、同大学大学院法学研究科博士前期課程修了。1988年3月、同大学院法学研究科博士後期課程を満期退学。
1988年4月から1990年3月まで日本学術振興会特別研究員、1995年4月から1997年3月まで摂南大学法学部専任講師、1997年4月から2005年3月まで摂南大学法学部准教授を務め、2005年4月摂南大学法学部教授に就任。
2011年、ジェンダー法学会の副理事長に就任。2016年には日本ジェンダー学会の副理事長に就任した。
2012年4月、奈良女子大学教授に就任。2015年4月、同大学副学長に就任。
2017年10月から2020年9月にかけて、日本学術会議副会長を渡辺美代子、武内和彦とともに務めた。
2019年6月28日、奈良女子大学はトランスジェンダーの学生を2020年度から受け入れると発表。受け入れを決めた女子大学は、国立ではお茶の水女子大学に続いて全国で2番目。副学長として当該制度改革に関わった。
2022年4月、追手門学院大学教授に就任。

## 提言
ジェンダー研究者としての立場から、ジェンダーに関する提言を行っている。

### LGBT理解増進法案
2023年6月9日、自民党・公明党が、LGBT理解増進法案として、日本維新の会・国民民主党案を取り込んだ4党修正法案を衆議院内閣委員会に提出した。6月10日、三成はウィメンズアクションネットワーク（WAN）の公式サイトにレポート「LGBT理解増進法案の問題点」を寄稿した。「『差別禁止』はどんどん薄められて、自公維国合意案に至った」「今回の修正案でなによりも懸念されるのは、『すべての国民が安心して生活できるよう留意する』という留意条項である」と述べ、同法案を強く批判した。6月13日、衆議院本会議で法案が可決した。同日夜、インターネットメディア「Choose Life Project」は、同法案をテーマにした番組を配信。三成、松岡宗嗣、鈴木エイト、LGBT法連合会代表理事の時枝穂の4者によるWeb会議が行われた。6月14日、三成は浅倉むつ子、上野千鶴子、岡野八代、三浦まりらと計22人の女性の連名で、「LGBTQ＋への差別・憎悪に抗議するフェミニストからの緊急声明」をWANのサイトに発表した。

## 著書
- 岩村等、三成賢次、三成美保『法制史入門』ナカニシヤ出版、1996年7月。ISBN 978-4888483155。
- 三成美保『ジェンダーの法史学―近代ドイツの家族とセクシュアリティ』勁草書房、2005年2月。ISBN 978-4326601813。
- 三成美保、笹沼朋子、立石直子、谷田川知恵『ジェンダー法学入門』法律文化社、2011年4月。ISBN 978-4589033338。
- 三成美保、姫岡とし子、小浜正子 編『歴史を読み替える―ジェンダーから見た世界史』大月書店、2014年5月30日。ISBN 978-4272501816。
- 三成美保、長志珠絵、木村朗子、田野大輔、中里見博、二宮周平ほか 著、三成美保 編『同性愛をめぐる歴史と法―尊厳としてのセクシュアリティ』明石書店、2015年8月31日。ISBN 978-4750342399。
- 三成美保、藥師実芳、隠岐さや香、髙橋裕子ほか 著、三成美保 編『教育とLGBTIをつなぐ―学校・大学の現場から考える』青弓社、2017年5月30日。ISBN 978-4787234155。
- 三成美保、名古道功、村木真紀、後藤純一、木村愛子、永野靖、藥師実芳 著、三成美保 編『LGBTIの雇用と労働―当事者の困難とその解決方法を考える』晃洋書房、2019年7月20日。ISBN 978-4771030275。
- 辻村みよ子、三浦まり、糠塚康江、三成美保、大山礼子、川橋幸子ほか 著、辻村みよ子、三浦まり、糠塚康江 編『女性の参画が政治を変える―候補者均等法の活かし方』信山社出版、2020年2月29日。ISBN 978-4797286465。
- 二宮周平、風間孝、海妻径子、三成美保ほか 著、二宮周平、風間孝 編『家族の変容と法制度の再構築―ジェンダー／セクシュアリティ／子どもの視点から』法律文化社、2022年4月13日。ISBN 978-4589042002。

## 出演
- ポリタスTV（YouTube、2023年6月27日）